# Симон I де Бошан
Симон I де Бошан (англ. Simon de Beauchamp; умер 1136/1137) — английский землевладелец, феодальный барон Бедфорд с около 1114/1118 года, кастелян Бедфордского замка, стюард королевского двора в марте-апреле 1136 года. Его имя упоминается в ряде хартий, связанных с аббатством Рамси. После смерти Симона наследницей стала его дочь, выданная королём Стефаном Блуаским замуж за Гуго де Бомон, что вызвало ожесточённый спор с племянниками Симона. Окончательно спор был решён только во время правления Генриха II Плантагенета.

## Происхождение
Симон происходил из рода Бошанов из Бедфордшира. Вероятно, что их родовое прозвание, Бошан (от фр. beau champ — «красивое поле»), произошло от названия владений предков в Нормандии. В латинских источниках представители Бошанов указывались с родовым прозванием «Белло-кампо» (de Bello campo) от латинского названия фамилии (лат. campus bellus). Джон Гораций Раунд предполагал, что Бошаны происходили из Кальвадоса.
Отцом Симона был Гуго де Бошан, который перебрался в Англию после нормандского завоевания, где женился на Матильде, которая, вероятно, была дочерью и наследницей Ральфа де Тельебуа, кастеляна Бедфордского замка и шерифа Бедфордшира, и Азелины, владевшей поместьями в Бедфордшире и Кембриджшире по собственному праву. Благодаря этому браку Гуго к 1086 году унаследовал обширные владения, которые упоминаются в «Книге Страшного суда». Основные земли располагались в Бедфордшире, где у Гуго было 40 поместий, в которых он был главным арендатором и 19, где он был субарендатором. Кроме того, в его собственности находились некоторые поместья, располагавшиеся в Бакингемшире и Хартфордшире. Благодаря владению поместьями в Бедфордшире Гуго стал феодальным бароном Бедфорда. Размер владений Гуго в Бедфордшире составлял около 160 гайд и он уже к 1086 году крупнейшим землевладельцем в графстве. Размер баронии составлял 45 рыцарских фьефов. При этом под управлением Гуго оказался англосаксонский замок в Бедфорде, на месте которого позже была построена нормандская цитадель. Вероятно, что замок был ему пожалован Вильгельмом II Рыжим. Кроме того, Гуго де Бошан унаследовал должность шерифа.
В браке с Матильдой у Гуго известно двое сыновей: Симон и Роберт.

## Биография
О биографии Симона известно мало. После смерти отца около 1114/1118 года он унаследовал его владения, став бароном Бедфорда. Его имя упоминается в нескольких документах аббатства Рамси, датированных периодом между 1114 и 1130 годами — либо в качестве свидетеля, либо в связи с пограничными спорами. Согласно одному из документов аббат Рамси Реджинальд предоставил Симону де Бошану «землю Холуэла» при условии, что тот при необходимости выставит 1 рыцаря. В более поздних записях можно обнаружить подтверждение этого дарения от преемников Реджинальда. В другом документе Симон подтвердил договор с аббатством Ричарда де Люселля (арендатора Бошана) об использовании последними воды для мельницы. Третий документ, датированный 1124/1130 годом, связан с урегулированием земельного спора о наследовании между несколькими наследниками, который засвидетельствовали 12 человек, в том числе Симон и его мать Матильда. Ещё в одной хартии, датированной около 1129 года, король подтверждает отказ Симона в пользу аббатства Рамси от претензий на лес Кроули за 20 марок и 2 лошадей.
Согласно казначейскому свитку 1130/1131 года Симон делал пожертвования аббатству Сент-Олбанс. В 1136 году Бошан засвидетельствовал оксфордскую хартию короля Стефана Блуаского и дарения Уинчестеру. Из этих документов известно, что Симон в марте — апреле 1136 года занимал должность стюарда королевского двора. Вероятно, что он умер вскоре после этого.
Наследницей Симона стала его дочь, которую в 1137 году король Стефан выдал замуж за Гуго де Бомона, получившего при баронию Бедфорд и Бедфордский замок. В 1137 году король присвоил Гуго титул графа Бедфорда. Это пожалования вызвало гнев Миля и Пейна, сыновей Роберта де Бошана (брата Симона), посчитавших, что их лишили законного наследства. Спор окончательно был решён только во время правления Генриха II Плантагенета, возвратившего Бошанам баронию и замок.

## Брак и дети
Имя жены Симона неизвестно. От этого брака родилась одна дочь, неизвестная по имени:
- дочь; муж: Гуго де Бомон (умер после 1140), барон Бедфорд с 1137, граф Бедфорд с 1137[3][11].